# Zambia Electricity Supply Corporation United Football Club
O ZESCO United é um clube de futebol da Zâmbia. Sua sede fica na cidade de Ndola.

## Títulos
Campeonato Zambiano de Futebol (7)2007, 2008, 2010, 2014, 2015, 2017, 2018.
 Copa da Zâmbia 1 2006
 Copa Zâmbia Coca Cola2007
 Zâmbia Charity Shield2007
 Campeonato de Zâmbia de segunda divisão1980, 2003